# Erica Ash

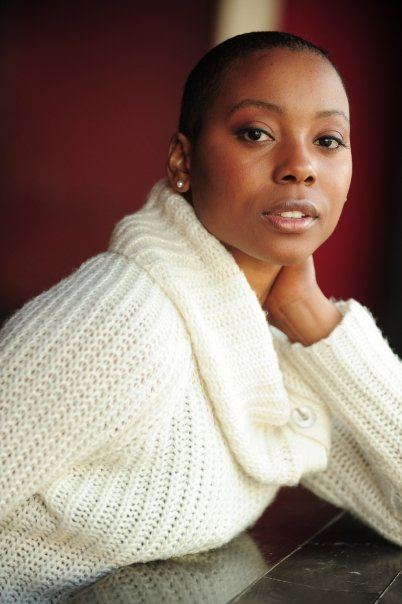
Erica Ash

Erica Chantal Ash (* 19. September 1977 in Florida, USA; † 28. Juli 2024 in Los Angeles, Kalifornien, USA) war eine US-amerikanische Schauspielerin und Sängerin. Sie war auch als Komödiantin und Model tätig und wurde unter anderem durch ihre Rolle in Scary Movie 5 bekannt.

## Leben
Erica Ash war das Kind von Donald und Diann Ash. Ihre Eltern arbeiteten beide für das US-Militär, sodass die Familie oft umziehen musste. Ash lebte zeitweise unter anderem in Deutschland, im hessischen Butzbach besuchte sie die englischsprachige Butzbach Elementary School. Als Jugendliche besuchte sie eine Schule für darstellende Künste in Atlanta, Georgia.
Ursprünglich wollte sie Ärztin werden, durchlief hierfür an der Emory University (Atlanta) eine Vorausbildung („Pre-Medicine“) und bereitete sich auf ein Studium an der medizinischen Fakultät vor.
Jedoch wurde sie auf einer Japan-Reise als Background-Sängerin und Laufsteg-Model tätig. Danach entschied sie sich, Unterhaltungskünstlerin zu werden.
Ash starb im Alter von 46 Jahren an den Folgen einer Brustkrebserkrankung.

## Karriere
Ab 2006 hatte Ash Engagements in Broadway-Shows wie Der König der Löwen. Auch in Deutschland arbeitete sie für zwei Wochen. Danach war Ash in den ersten beiden Staffeln der Comedy-Show The Big Gay Sketch Show zu sehen, später in Survivor’s Remorse.

### Filme
- 2001: Minna no Ie
- 2011: I Can Smoke? (Kurzfilm)
- 2013: Scary Movie 5
- 2014: Kristy Nicole
- 2015: Sister Code
- 2016: Jean of the Joneses
- 2017: All I Wish
- 2017: Miss Me This Christmas
- 2018: Uncle Drew Maya
- 2019: Skin in the Game
- 2021: Violet
- 2021: Horror Noire – Sundown
- 2021: The Big Bend
- 2022: Singleholic
- 2023: We Have a Ghost
- 2023: Outlaw Johnny Black

### Fernsehen
- 2006–2008: The Big Gay Sketch Show
- 2008–2009: MADtv
- 2009: Cold Case – Kein Opfer ist je vergessen (Cold Case)
- 2012: American Judy
- 2012: Like Stinks?
- 2013–2016: Real Husbands of Hollywood
- 2014–2017: Survivor’s Remorse
- 2016: Hell’s Kitchen
- 2018: In Contempt
- 2019: RuPaul’s Drag Race All Stars
- 2019: Legacies
- 2019; 2021: Familienanhang (Family Reunion)
- 2020: Bless the Harts
- 2021: A Black Lady Sketch Show
- 2021: Aquaman: King of Atlantis
- 2021: Sacrifice
- 2022: Unthinkably Good Things